# George Finch (chimico)
George Ingle Finch (Città di Orange, 4 agosto 1888 – Londra, 22 novembre 1970) è stato un chimico e alpinista australiano.
Fu la prima persona conosciuta a salire a un'altezza superiore a 8.000 metri. Il suo necrologio sul Times lo descrisse come "uno dei due migliori alpinisti del suo tempo" (con George Mallory).

## Istruzione e servizio militare
Nacque in Australia da Charles Edward e Laura Isabel (nata Black) Finch, studiò nella Svizzera tedesca e studiò scienze fisiche all'Università di Ginevra. Iniziò a studiare medicina a Parigi (dove scalò le mura di Notre Dame con suo fratello) ma decise di preferire le scienze fisiche.
Durante la prima guerra mondiale prestò servizio nel Royal Army Ordnance Corps. Fu nominato Membro dell'Ordine dell'Impero Britannico nel 1918 New Year Honours per i servizi in connessione con la guerra in Francia, Egitto e Salonicco. Nella seconda guerra mondiale si occupò della difesa antincendio.

## Carriera
Membro della seconda spedizione britannica all'Everest del 1922 guidata dal generale Charles Granville Bruce, il 23 maggio 1922 Finch e il capitano Geoffrey Bruce raggiunsero un'altitudine di 27.300 piedi (8.321 m) sulla cresta nord prima di ritirarsi. Finch litigò con il Comitato Everest dopo il 1922, ma il suo lavoro pionieristico sull'ossigeno, che perseguì con zelo messianico, rimase cruciale per le spedizioni future. Nelle Alpi, Finch effettuò la prima ascensione della parete nord diagonale o "Finch Route" sul Dent d'Hérens, che salì con TGB Forster e R. Peto il 2 agosto 1923. Finch era anche un appassionato sciatore e nel 1908 fu membro fondatore dello Sci Club Alpino. Fu per tutta la vita sostenitore e sostenitore del Club Alpino e in seguito ne sarebbe diventato presidente.
Tra il 1936 e il 1952 fu Professor of Applied Physical Chemistry all'Imperial College di Londra.

Fu eletto Fellow della Royal Society nel 1938. La presentazione della sua candidatura recitava
Finch ricevette la medaglia Hughes nel 1944. Fu presidente della Physical Society dal 1947 al 1949.

## Vita privata
Finch è stato sposato per la prima volta con Alicia "Betty" Fisher, di Londra. Quando tornò dal fronte nel 1917, lei aveva avuto un figlio da una relazione con un altro uomo, Wentworth "Jock" Campbell, un ufficiale dell'esercito indiano. Quel ragazzo era il futuro attore cinematografico premio Oscar Peter Finch.  George separò il bambino dalla madre e i suoi parenti lo crebbero come suo figlio, anche se non era il padre biologico. Peter vide più i suoi genitori fino a quando non tornò in Gran Bretagna diventando famoso verso i trent'anni. Rimase vicino a sua madre e incontrò brevemente sia George Finch che suo padre biologico. George divorziò da Betty quando Peter aveva due anni e sposò Gladys May, un'infermiera, dopo che lei rimase incinta del figlio Bryan. George lasciò Gladys e il bambino subito dopo la nascita, ma sostenne finanziariamente Bryan.